# 민재찐
민재찐의 업적
- 고성에서 만두먹기 1등
- 강원도 미남 랭킹 1위
- 고성고 몸짱 랭킹 1위
- 고성고 급식 빨리먹기 대회 초대 우승자
- 고성고 수다날 최초 전부 다 먹기
- 고성 르끌레르
- 고성 되팔이 횟수 최다기록
- 고성 온라인 도박꾼 (접속기록2위), (수익률 1위)